# Monolito La Pirámide
El Monolito La Pirámide es un obelisco conmemorativo ubicado en la comuna de Huechuraba, en la ciudad de Santiago, Chile. Fue construido en 1844 como recuerdo de la primera amnistía del país, cuando el 12 de abril de 1818, una semana después de la batalla de Maipú, el general José de San Martín se reunió con su ayudante John O'Brien para revisar las cartas incautadas al derrotado general Mariano Osorio.
Entre la correspondencia los vencedores encontraron varias misivas que comprometían a varios patriotas, lo que los llevaba a enjuiciarlos por traición. Sin embargo, José de San Martín decidió quemar las cartas, y no revelar los nombres de los implicados. El monumento tiene en sus caras una cruz latina blanca con un corazón invertido en su base, e inscripciones en homenaje a O'Brien y a Manuel de Salas.
El sector donde se encuentra, antes conocido como Salto del Agua, comenzó a denominarse como La Pirámide luego de la construcción del obelisco, que era el nombre como se conocía en Chile a estos monumentos hasta mediados del siglo xx. En 1944 terminó la construcción del antiguo camino La Pirámide entre Conchalí y Las Condes.